# Die Feuersbrunst
Die Feuersbrunst, oder Das abgebrannte Haus (Hob. XXIXb:A) ist ein Marionetten-Singspiel in zwei Akten, dessen Musik teilweise Joseph Haydn zugeschrieben wird. Das Textbuch mit den Dialogen ist nicht erhalten. Die Uraufführung fand wahrscheinlich zwischen 1776 und 1778 im Marionettentheater von Schloss Eszterháza oder in Haydns eigenem Marionettentheater statt.

## Handlung
Da die originalen Dialogtexte nicht erhalten sind, bezieht sich die folgende Inhaltsangabe auf die Fassung auf der CD cpo 777 213-2 (Dirigent: Andreas Spering).

### Erster Akt
Der Landgut-Aufseher Odoardo hat das Haus seines Dieners Steckel in Besitz genommen, weil dessen Vater bei seinem Tod hohe Schulden hatte. Steckel beklagt diesen Verlust, findet bei Odoardo aber kein Entgegenkommen (Arie Steckel: „Nä, nä, nä, s’Haus gib i net her“). Steckel erinnert sich, dass sein Vater im Keller einen Schatz versteckt hatte. Damit könnte er das Haus zurückbekommen. Weil er sich vor dem dunklen Keller fürchtet, ruft er seinen Freund, den mutigen Rauchfangkehrer Hanswurst, zu Hilfe (Arie Hanswurst: „Ein verliebter Rauchfangkehrer“). Leander, ein reicher junger Gast des Landguts, kommandiert Steckel herum (Rezitativ und Arie Leander: „Was fangst du dann, du Rindvieh an?“). Da erblickt Leander Odoardos schöne Tochter Colombina und bittet darum, ihr vorgestellt zu werden (Arie Leander: „O meiner Augen Weide und meines Herzens“). Damit erweckt er sogleich Hanswursts Eifersucht, der Colombina als seine Geliebte betrachtet (Arie Hanswurst: „Potztausend säpperment!“).
Odoardo hat keine Mühe, seiner Tochter ihren reichen Verehrer schmackhaft zu machen (Arie Colombina: „Kein Unglück kann stärker betrüben“). Leander lädt Colombina zu einem Ball ein. Odoardo fordert Hanswurst auf, das Feuerwerk, mit dem die Feierlichkeiten ihren Abschluss finden sollen, aus dem Keller zu holen. Nachdem die anderen gegangen sind, wird Hanswurst wütend und beschließt, sich zu rächen (Arie Hanswurst: „Was fang i armer Wurstel an?“). Steckel erzählt ihm von dem Schatz, und die beiden gehen in den Keller, um ihn zu suchen. Dort erscheint ihnen ein Geist. Hanswurst glaubt zunächst, es handle sich um eine Katze (Arie Hanswurst, Steckel: „Da ist die Katz“). Der Geist klagt darüber, dass er nicht sterben könne (Arie Geist: „All Kummer, Gram und Schmerz“). Plötzlich steht das Haus in Flammen. Die Feuerwehr ist schnell zur Stelle (Chor: „Des reichen Hirsels Haus, das brennt“).

### Zweiter Akt
Das ganze Haus ist abgebrannt, doch Colombina beklagt nur ihre verlorenen Kleider, die sie nun nicht mehr auf dem Ball tragen kann. Sie glaubt, dass deshalb auch aus einer Hochzeit mit Leander nichts mehr wird. Odoardo kann ihr Jammern nicht mehr hören, droht mit Prügeln (Arie Odoardo: „Halt dein Maul und flenn mir nicht“) und schlägt vor, dass sie arbeiten gehe. Colombina würde sich lieber selbst töten (Duett Colombina, Odoardo: „O Vater hört!“). Sie muss plötzlich an Hanswurst denken und sehnt sich nach dessen Trost (Arie Colombina: „Jetzt bin ich, was ich war“). Hanswurst trifft ein. Er hat sich als Soldat verkleidet, um Colombina zu beeindrucken, und fordert eine Mahlzeit (Arie Hanswurst: „Schafft mir Bier und Branntewein“). Als Colombina erscheint, um den vermeintlichen Kunden zu bedienen, verlangt er ohne Umschweife Zärtlichkeiten von ihr. Colombina wehrt sich jedoch, da sie ihn nicht erkennt, und schwärmt ihm von Leander vor (Duett: Hanswurst, Colombina „Verdammtes Mädel!“).
Nach diesem Fehlschlag muss sich Hanswurst eine andere Taktik überlegen. Er will sich jetzt als Gentleman ausgeben. Colombina träumt unterdessen von Leander (Arie Colombina: „Wie wallet mein Herze“). Der sieht in ihr aber nun nur noch eine Dienstmagd und prahlt mit seinen Verführungskünsten (Arie Leander: „Saure Arbeit! Mädchen fangen“). Hanswurst stellt Leander zur Rede und warnt ihn vor Odoardos Rache. Um unerkannt fliehen zu können, bittet Leander ihn, mit ihm die Kleidung zu tauschen. Hanswurst jubiliert. Er glaubt, mit dieser vornehmen Kleidung Colombina für sich gewinnen zu können (Arie Hanswurst: „Heisa, heisa, heisassa“). Er gibt sich ihr gegenüber als Graf aus und bittet um ein Doppelzimmer mit weichen Betten. Steckel, der die Szene beobachtet hat, lacht vor Vergnügen (Arie Steckel: „Hä! Hä! Die wird erwischt!“). Colombina freut sich bereits auf ihr neues Leben im Reichtum (Arie Colombina: „Den Strickrock sollt ich gar ablegen?“). Sie will sich sofort ein neues Kleid machen lassen. Der jetzt als Schneiderin („Haubenhefterin“) verkleidete Hanswurst nutzt die Gelegenheit, ihr unter den Rock zu blicken, während er ihre Maße nimmt. Als sie ihm von dem Grafen erzählt, warnt Hanswurst sie vor dessen schlechtem Ruf (Arie Hanswurst: „Der Mann, der ist ein Hexenmeister!“).
Auf dem Marktplatz bettelt der als Zigeunerin verkleidete Hanswurst Colombina an (Arie Hanswurst: „Oh gebt mir doch ein Stückel Brot und helft“). Colombina zeigt Mitgefühl und lässt ihn aus ihrer Hand die Zukunft lesen. Hanswurst verheißt ihr, dass sie ihr großes Glück mit einem Kaminkehrer finden werde. Da erkennt sie ihn. Sie versöhnen sich und planen eine Hochzeitsfeier mit einem großen Kuchen, zumal Hanswurst in den Taschen von Leanders Anzug Geld gefunden hat. Das reicht sogar für ein Haus für sie beide und den guten Steckel (Duett Colombina, Hanswurst: „Nun ich meinen Wurstel habe“). Sie feiern zusammen mit einer Gruppe Zigeuner, die gerade eintrifft (Zigeunermusik – Chor: „Nun end’t sich der Kummer“).

## Gestaltung
Die Feuersbrunst gehört zur damals in Wien beliebten Gattung der Volkskomödie mit Musik (Hanswurstiade). Die Charaktere sind der venezianischen Commedia dell’arte entnommen. Haydn hatte seit seiner für Joseph Felix von Kurz („Bernardon“) komponierten ersten Oper Der krumme Teufel Erfahrung mit diesem Genre. Typisch sind die mehrfachen Verkleidungen des Hanswurst, der hier als Soldat, Gentleman, „Haubenhefterin“ und Bettelweib auftritt. Auch die Figuren Colombina, Leandro (als Leander) und Odoardo wurden in das Wiener Genre übernommen. In den Stücken Kurz-Bernardons war Odoardo der zerstreute Vater, während Hanswurst und Colombina als typisches niederes Paar Vorläufer von Papageno und Papagena darstellen. In der Feuersbrunst hat Colombina allerdings einen etwas höheren Rang. Auch Geister, Fabeltiere oder Bezüge zur Hölle sind typisch für die Commedia dell’arte und die Wiener Volkskomödie. Die gesprochenen Dialoge wurden zu großen Teilen improvisiert. Sie enthielten vulgäre Ausdrücke, die den Adel provozieren konnten.
Die Musik ist schlicht und lebendig. Auf Koloraturen wird verzichtet. Auffällig ist die verhältnismäßig große Zahl von sechs Musiknummern in Moll-Tonarten. Die Musik der Arie „Der Mann, der ist ein Hexenmeister!“, die Hanswurst in der Verkleidung als Schneiderin singt, hat einen bedrohlichen Charakter. Als schönstes Stück der Oper und berührendste Arie über das Thema der Liebe in Haydns Gesamtwerk nannte der Musikwissenschaftler H. C. Robbins Landon Colombinas Arie „Wie wallet mein Herze“. Hanswursts in Gestalt eines Bettelweibs vorgetragene Arie „Oh gebt mir doch ein Stückel Brot und helft“ wird im Falsett gesungen. Sie zeigt Haydns Mitgefühl mit den Armen, hat aber auch komische Elemente.

### Orchester
Die Orchesterbesetzung der Oper umfasst die folgenden Instrumente:
- Holzbläser: zwei Flöten, zwei Oboen, zwei Klarinetten, zwei Fagotte
- Blechbläser: zwei Hörner, zwei Trompeten, „tromba lunga“ in F, Posthorn in G
- Pauken
- Streicher

### Musiknummern
Die erhaltene Partitur-Abschrift besteht aus 28 Musiknummern mit allein neun Arien für Hanswurst, einer Brandszene und einer „Drachenmusik“. In der CD-Aufnahme von Andreas Spering sind sie folgendermaßen aufgeführt:
- Sinfonia
  - Allegro
  - Andante
  - Finale presto

Erster Akt
- Arie (Steckel): „Nä, nä, nä, s’Haus gib i net her“
- Arie (Hanswurst): „Ein verliebter Rauchfangkehrer“
- Rezitativ und Arie (Leander): „Was fangst du dann, du Rindvieh an?“
- Arie (Leander): „O meiner Augen Weide und meines Herzens“
- Arie (Hanswurst): „Potztausend säpperment!“
- Arie (Colombina): „Kein Unglück kann stärker betrüben“
- Arie (Hanswurst): „Was fang i armer Wurstel an?“
- Arie (Hanswurst, Steckel): „Da ist die Katz“
- Arie (Geist): „All Kummer, Gram und Schmerz“
- Feuerwerk
- Chor: „Des reichen Hirsels Haus, das brennt“

Zweiter Akt
- Arie (Odoardo): „Halt dein Maul und flenn mir nicht“
- Duett (Colombina, Odoardo): „O Vater hört!“
- Arie (Colombina): „Jetzt bin ich, was ich war“
- Arie (Hanswurst): „Schafft mir Bier und Branntewein“
- Duett: (Hanswurst, Colombina) „Verdammtes Mädel!“
- Arie (Colombina): „Wie wallet mein Herze“
- Arie (Leander): „Saure Arbeit! Mädchen fangen“
- Arie (Hanswurst): „Heisa, heisa, heisassa“
- Arie (Steckel): „Hä! Hä! Die wird erwischt!“ – ursprünglich einer eigenen Rolle des Hausknechts zugewiesen.[2]
- Arie (Colombina): „Den Strickrock sollt ich gar ablegen?“
- Arie (Hanswurst): „Der Mann, der ist ein Hexenmeister!“
- Arie (Hanswurst): „Oh gebt mir doch ein Stückel Brot und helft“
- Duett (Colombina, Hanswurst): „Nun ich meinen Wurstel habe“
- Zigeunermusik
- Chor: „Nun end’t sich der Kummer“

## Werkgeschichte
In Haydns Librettokatalog ist ein von ihm selbst komponiertes Werk namens Die bestrafte Rachbegierde aufgeführt. Der Katalog von Haydns Mitarbeiter Johann Eissler nannte es Die bestrafte Rachgier oder das abgebrannte Haus. Haydns eigener Entwurf-Katalog erwähnt lediglich eine „Opera comique Vom abgebrannten Haus“ (Hob. XXIXa:4). Das erhaltene Libretto der Bestraften Rachbegierde hat nichts mit der Partitur der Feuersbrunst gemein. Das Libretto einer Oper mit dem Titel Das abgebrannte Haus ist nicht erhalten. Es handelt sich also offensichtlich um einen Irrtum Eisslers, dass er die beiden Werke als ein einziges mit Doppeltitel betrachtete. Der Name des Librettisten der Feuersbrunst ist unbekannt.
1935 wurde in einem Pariser Antiquariat das Manuskript eines Singspiels mit dem Titel Die Feuersbrunst „del Signore Haydn“ entdeckt. Der Musikwissenschaftler H. C. Robbins Landon vermutete, da es sich um die verlorene „Opera comique Vom abgebrannten Haus“ handelt. Haydns Autorschaft ist jedoch nicht gesichert. Möglicherweise ist es eine spätere Singspielfassung oder ein unabhängiges Stück eines oder mehrerer anderer Komponisten. Der Musikstil einiger der Arien spricht eher gegen Haydn als Komponisten. Denkbar wäre auch ein Pasticcio, zu dem Haydn einige Stücke beitrug.
Die Ouvertüre stammt von Haydns Schüler Ignaz Pleyel. Sie wurde in den 1780er Jahren unter dessen Namen beim Musikverlag von Heinrich Philipp Bossler in Speyer herausgegeben. Diese Fassung enthält ein Menuett als zusätzlichen dritten Satz. Eine andere Fassung des Schlusssatzes (Presto) setzte Haydn als Abschluss der Ouvertüre seiner Oper L’infedeltà delusa ein, als er diese separat bei Artaria herausgab. Ein nach D-Dur transponierter Klavierauszug der Arie des Leander „O meiner Augen Weide“ ist unter Haydns Namen in einer Sammelhandschrift in der Osterreichischen Nationalbibliothek erhalten.
Da das Orchester Klarinetten benötigt, und Haydn nur vom Dezember 1775 bis zum 1. März 1778 mit Anton und Raymond Griessbacher zwei Klarinettenspieler zur Verfügung hatte, müsste das Singspiel in dieser Zeit aufgeführt worden sein. Es könnte sich bei diesen Partien allerdings auch um eine nachträgliche Ergänzung handeln. Landon selbst ging davon aus, dass die Pauken-Partie nicht von Haydn stammt, sondern von Pleyel oder jemand anderem ergänzt wurde.
Landon hielt es für denkbar, dass Haydn das Werk nicht für das Marionettentheater in Schloss Eszterháza komponierte, sondern für sein eigenes, dessen Existenz zwischen der Karnevalsaison 1774 und März 1775 belegt ist. Im Gegensatz zu den in Eszterháza gespielten Stücken ist der Text der Feuersbrunst teilweise im niederösterreichischen bzw. Wiener Dialekt verfasst. Auch wurde dort nicht diese Art niederer Komödien gezeigt.
Weil kein Textbuch mit den Dialogen erhalten ist, rekonstruierte Landon zusammen mit Else Radant diese anhand der jeder Nummer vorangehenden Stichworte in der Partitur. Außerdem ergänzte er Tänze nach veröffentlichter Tanzmusik Haydns. Die „Drachenmusik“, die ursprünglich vor dem Schlusschor gespielt wurde, wanderte als Zwischenaktmusik an den Anfang des zweiten Akts. Es ist unklar, welche Rolle sie innerhalb der Handlung hatte. Die Partien des Steckel und des Hausknechts, die ursprünglich jeweils eine Arie hatten, fasste Landon zusammen. Die Partitur der Ouvertüre erschien 1962 und eine Aufführungsfassung mit einem Klavierauszug von Roderick Biss 1963 bei Schott in London. Trotz der unsicheren Autorschaft gab das Kölner Haydn-Institut das Werk 1990 im Rahmen der Haydn-Gesamtausgabe heraus. Der verantwortliche Redaktor, Günther Thomas, vermerkte sicherheitshalber im Titel „Joseph Haydn zugeschrieben (Echtheit zweifelhaft)“.
Seit der Veröffentlichung gab es mehrere Neuproduktionen:
- 14. Mai 1963: Yale University, New Haven, Connecticut – US-Premiere, Studentenaufführung.[1][2]
- 18. Juli 1963: Bregenzer Festspiele – Fassung von H. C. Robbins Landon; erste öffentliche Aufführung in neuerer Zeit; Dirigent: Robert Heger; Chor and Ballet der Wiener Staatsoper, Wiener Symphoniker; mit Oskar Czerwenka (Hanswurst), Rosl Schwaiger (Colombina), Heinz Hoppe (Leander), Kurt Equiluz (Steckel), Claudio Nicolai (Odoardo), Karl Terkal (Geist), Hugo Gottschlich (Wirt) und Robert Marencke (Priester).[1][2][11]
- 1966: Collegiate Theatre, London – UK-Premiere.[1]
- 1977: Haydn-Tage in Eisenstadt – Aufführung mit Marionetten; Regie: Norman Shetler, Dirigent: Bernhard Klebel.[2]
- 1979: Stadttheater Berndorf – konzertant; Dirigent: Erwin Ortner; ein Mitschnitt wurde auf LPs veröffentlicht.[12]
- 1982: Theater an der Wien – Fassung von H. C. Robbins Landon.[11]
- 1988: Rosenburg am Kamp – Produktion der Festspiele Schloss Rosenburg. Inszenierung: Heinz Holecek, Dirigent: Richard Edlinger.[13]
- 1992: Produktion der Zomeropera (Niederlande) – Inszenierung: Jan Bouws, Dirigent: Frank van Koten.[14]
- 2001: Odeon in Wien – Produktion der Wiener Festwochen; mit Handpuppen; Inszenierung: Brian Michaels, Dirigent: Martin Haselböck.[15]
- 2006: Musikfestspiele Potsdam Sanssouci, im Schlosstheater des Neuen Palais – Dirigent: Andreas Spering.[3]
- 2009: Teatr Lalek, Breslau (Polen) – Dirigent: Ernst Kovacic.[3]
- 2011: Theater Bonn – mit dem Beethoven Orchester Bonn.[3]
- 2012: Kloster zum Heiligen Kreuz in Rostock – Dirigent: Manfred Hermann Lehner.[3]
- 2. Dezember 2012: SWR Stuttgart.[3]
- 2013/2014: Theater Altenburg Gera – Aufführung mit Marionetten; Fassung der Stuttgarter Aufführung; Inszenierung: Sabine Schramm, Dirigent: Takahiro Nagasaki.[3][6][16]

## Aufnahmen
- 29./30. Juni 1979 – Erwin Ortner (Dirigent), Österreichisches Kammerorchester, Arnold Schönberg Chor.
 Christian Boesch (Hanswurst), Ernst-Dieter Suttheimer (Steckel), Peter Weber (Odoardo), Gabriele Fuchs (Colombina), Michael Roider (Leander), Helmut Wildhaber (Geist).
 Live, konzertant aus dem Stadttheater Berndorf.
 PAN 120 342 (2 LPs).[17][12]
- 1992 – Frank van Koten (Dirigent), Esterhazy Orkest.
 Tom Sol (Hanswurst), Rein Kolpa (Steckel), Frank van Aken (Odoardo und Geist), Jorine Samson (Colombina), Corinne Romij (Leander).
 Zum zehnjährigen Bestehen der Zomeropera.
 Paladino CD 010, DCX1730 (1 CD), Brilliant Classics 93782/52 (1 CD).[18]
- 16.–18. Juni 2006 – Andreas Spering (Dirigent), Capella Augustina.
Sänger: Otto Katzameier (Hanswurst), Andreas Karasiak (Steckel und Odoardo), Isa Katharina Gericke (Colombina), Ferdinand von Bothmer (Leander und Geist).
 Sprecher in den Dialogen: Hans-Werner Bussinger (Hanswurst, Odoardo und Geist), Klaus Heindl (Steckel), Nadja Winter (Colombina), Michael Klemm (Leander).
 Live, von den Musikfestspielen Potsdam Sanssouci aus dem Schlosstheater im Neuen Palais.
 CPO 777213-2 (2 CDs).[7]